# Pseudocerastes persicus
Espèce
Synonymes
- Cerastes persicus Duméril, Bibron & Duméril, 1854
- Pseudocerastes bicornis Wall, 1913

Statut de conservation UICN

 LC  : Préoccupation mineure
Pseudocerastes persicus  est une espèce de serpents de la famille des Viperidae.

## Répartition

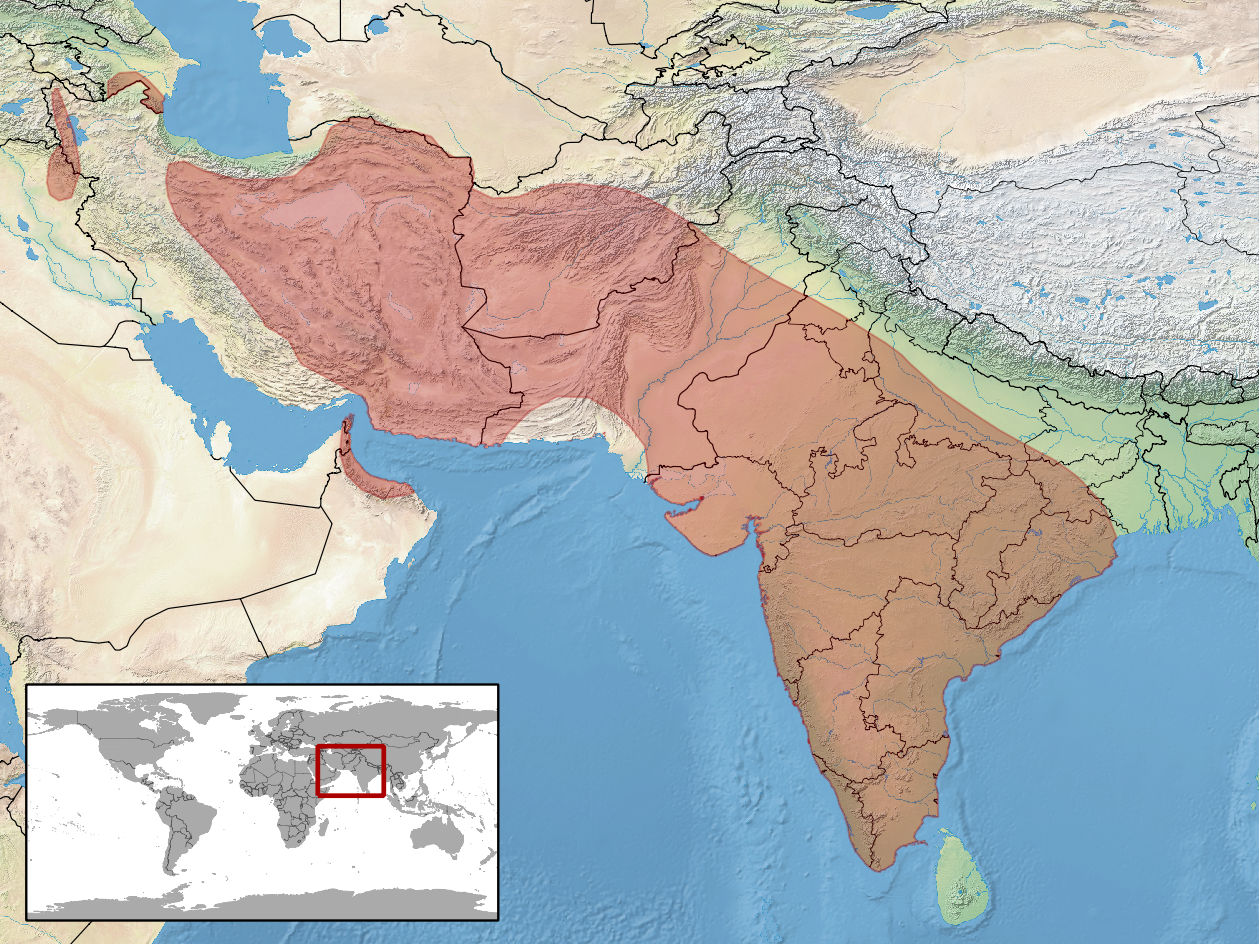
Distribution

Cette espèce se rencontre dans le sud-est de la Turquie, en Azerbaïdjan, en Syrie, en Jordanie, en Arabie saoudite, en Oman, aux Émirats arabes unis, au Koweït, en Irak, en Iran, en Afghanistan, au Pakistan et en Inde.

## Description

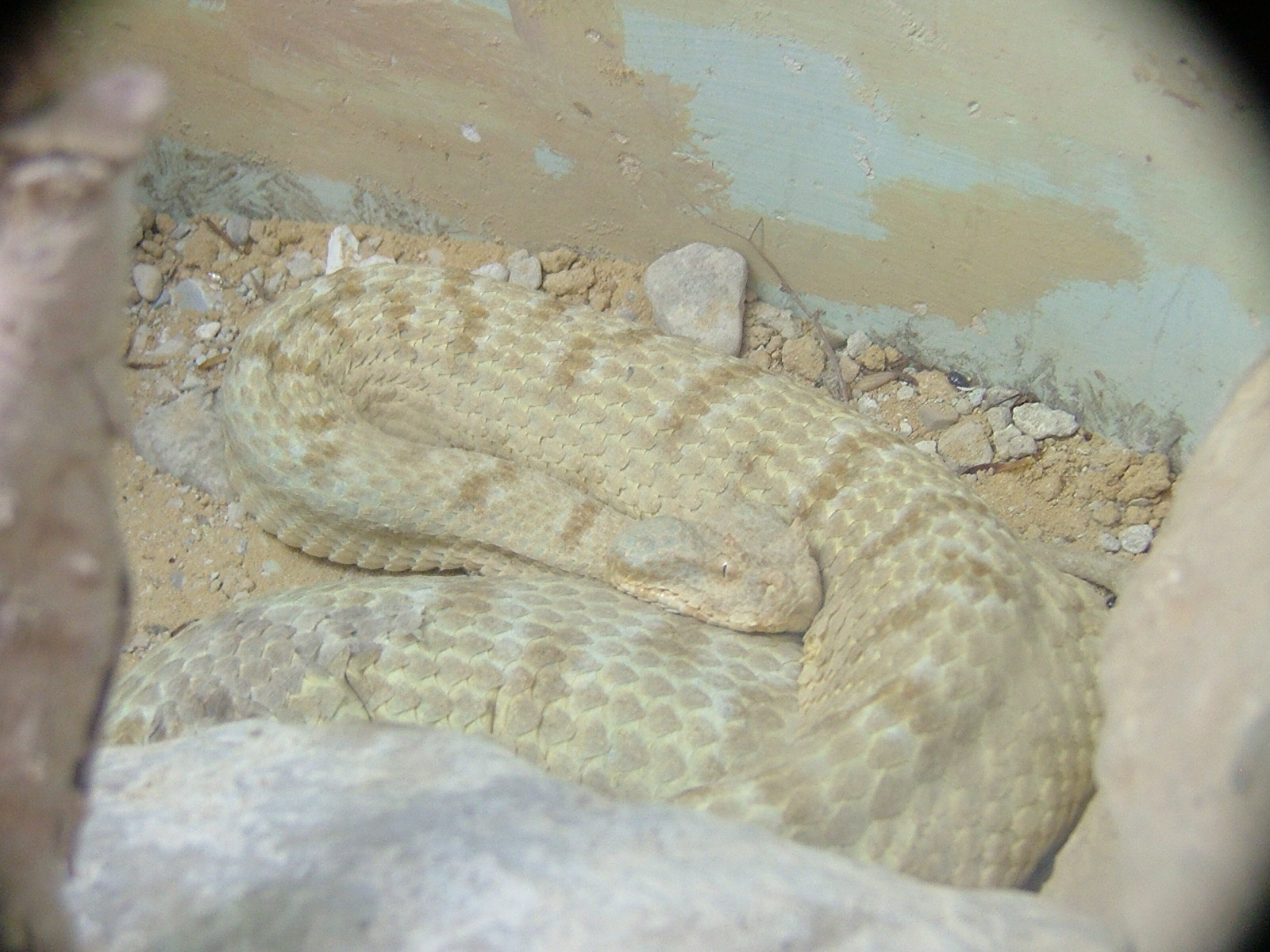
Pseudocerastes persicus

Ce serpent venimeux mesure environ 40 à 70 cm, et atteint au maximum 100 cm, les femelles étant en général plus grandes que les mâles.
Les femelles sont ovipares et pondent entre 11 et 21 œufs. Les embryons sont bien développés à la ponte et les œufs incubent seulement une trentaine de jours (à environ 30 °C). Les jeunes mesurent environ 15 cm à leur naissance.

## Étymologie
Son nom d'espèce lui a été donné en référence au lieu de sa découverte, la Perse.

## Publication originale
- Duméril, Bibron & Duméril, 1854 : Erpétologie générale ou histoire naturelle complète des reptiles. Tome septième. Deuxième partie, p. 781-1536 (texte intégral).